# Амброс Сергій Сергійович
Сергі́й Сергі́йович Амброс (нар. 16 травня 1990, Черкаси — пом. 18 лютого 2015, Маріуполь) — український громадський активіст, спортсмен, лейтенант Національної гвардії України, військовик полку «Азов». Кавалер ордена «За мужність» III ступеня (посмертно). Загинув під час Війни на сході України.

## Життєпис
Народився в родині інженерів. Мав старшого брата. Навчався у математичному класі гімназії № 31 міста Черкаси. Закінчив її 2007 року з золотою медаллю.
Закінчив Черкаський державний технологічний університет, будівельний факультет, спеціальність «промислове та цивільне будівництво».
Займався бойовим гопаком, східними єдиноборствами. Зайняв друге місце на всеукраїнському чемпіонаті з бойового гопака в категорії «борня».
Активіст футбольної організації «Ультрас Черкаси». Захоплювався туризмом, багато подорожував.

## Громадська діяльність
Був активістом декількох громадських організацій. Зокрема, у складі координаційної ради молодіжних організацій «Патріотична ініціатива» організовував акції до Дня соборності України, «похорон Януковича» на знак протесту проти прийняття закону про мови.
Брав участь у подіях Євромайдану.

## Військова служба
З травня 2014 року служив у батальйоні «Азов» лікарем групи комплектування. Влітку 2014 року Амбросу надано звання сержанта, в кінці осені 2014 — звання молодшого лейтенанта.
18 лютого 2015 року потрапив під мінометний обстріл у селі Широкине, того ж дня помер від поранень у лікарні Маріуполя.
Похований у Черкасах 21 лютого 2015 року.

## Пам'ять

Пам'ятна дошка на фасаді Черкаської гімназії № 31

Ім'я Сергія Амброса викарбувано на пам'ятному знаку, що встановлений у Соборному сквері в Черкасах. На фасаді Черкаської гімназії № 31, в якій він навчався, 14 жовтня 2015 року встановили меморіальну дошку.
23 лютого 2015 року матч чемпіонату Черкаської області з футболу між ФК «Дніпро» (Черкаси) та ФК «Звенигородка» був присвячений пам'яті Сергія Амброса.
На честь Амброса 19 вересня 2015 року було проведено перший в Україні турнір командних кулачних боїв «Сильна Nація» під час патріотичного фестивалю «Повстанець», який відбувався на території бази «Дахнівська Січ».
27 січня 2016 року одну з вулиць Черкас названо на честь Сергія Амброса.
На його честь пойменовано черкаський клуб «AmbrosCrossFight»

## Нагороди
10 липня 2015 року посмертно нагороджений орденом «За мужність» III ступеня «за особисту мужність і героїзм, виявлені у захисті державного суверенітету та територіальної цілісності України, вірність військовій присязі».
Указом № 11 від 18 листопада 2015 р. нагороджений відзнакою «Народний Герой України» (посмертно).
- 17 листопада 2016 року — нагороджений відзнакою «Почесний громадянин міста Черкаси»[14].